# Aleurites moluccanus
Aleurites moluccanus är en törelväxtart som först beskrevs av Carl von Linné, och fick sitt nu gällande namn av Carl Ludwig von Willdenow. Aleurites moluccanus ingår i släktet tungträd (släktet), och familjen törelväxter. Inga underarter finns listade i Catalogue of Life.